# 博內蒂 (加利福尼亞州)
博內蒂（英語：Bonetti）是位於美國加利福尼亞州埃爾多拉多縣的一個非建制地區。該地的面積和人口皆未知。

## 地理
博內蒂的座標為38°40′29″N 120°27′17″W / 38.67472°N 120.45472°W，而該地的平均海拔高度為1412米（即4632英尺）。